# Presika (żupania istryjska)
Presika – wieś w Chorwacji, w żupanii istryjskiej, w mieście Labin. W 2011 roku liczyła 578 mieszkańców.